# 东田纳西

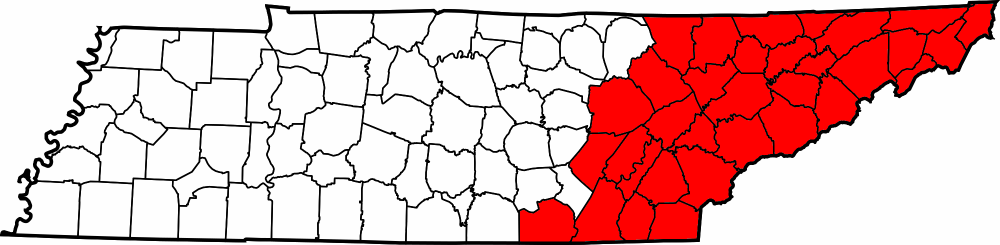
东田纳西的范围

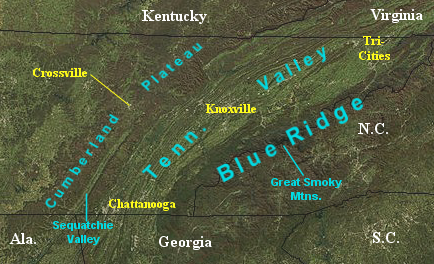
东田纳西地形

东田纳西是美国田纳西州的东部大约三分之一的地区，是田纳西州法律规定的三大分部之一。东田纳西州有33个县，其中30个位于北美东部时区，另有3个县位于北美中部时区，分别是布莱德索、坎伯兰和马里昂。东田纳西州完全位于阿巴拉契亚山脉内，但其地形从密集的山脉到宽阔的河谷均有出现。该地区包括诺克斯维尔，查塔努加和约翰逊城的主要城区，分别是田纳西州第三、第四和第九大城市。
自20世纪初以来，东田纳西州在地理和文化上一直被认为属于阿巴拉契亚地区的一部分。该地区还包含北卡罗来纳州西部、乔治亚州北部、肯塔基州东部、弗吉尼亚州西南部、和西弗吉尼亚州。全美国游客最多的国家公园——大烟山国家公园，以及数百个较小的休闲区位于该地区中。东田纳西州通常被称为乡村音乐的发源地，主要归功于1927年的在布里斯托尔举办的维克多录音会议，并且这里还在整个20世纪，直至21世纪源源不断地产生众多美国国内和国际知名的音乐家。橡树岭是世界上第一个成功的铀浓缩作业的地点，为原子时代铺平了道路。田纳西河谷管理局旨在促进经济发展并帮助实现该地区的经济和社会现代化，其行政运营总部设在诺克斯维尔，其电力运营总部设在查塔努加。